# Reunión de Alto Nivel sobre el VIH/sida de 2016
La Asamblea General de las Naciones Unidas decide convocar una reunión de alto nivel del 8 al 10 de junio de 2016.

## Celebración
El 13 de enero de 2016  la Asamblea General de las Naciones Unidas en la Resolución 70/228  decide convocar una reunión de alto nivel del 8 al 10 de junio de 2016.

Reunión de Alto Nivel de 2016 para poner fin al Sida
La reunión de alto nivel para poner fin al sida centrará la atención de todo el mundo en la importancia de una respuesta acelerada al sida para los próximos cinco años. El enfoque de acción acelerada de ONUSIDA tiene como objetivo alcanzar grandes metas para el año 2020. Algunas de ellas son:
- Menos de 500.000 infecciones nuevas por el VIH.
- Menos de 500.000 muertes relacionadas con el sida.
- Acabar con la discriminación relacionada con el VIH.

Es un momento único en la historia. Asegurar que se alcancen los ODS, entre los que se incluye la erradicación de la epidemia del sida, requiere solidaridad y colaboración a nivel mundial. En especial, en tiempos de retos globales diversos y exigentes. El objetivo ha de ser claro y el compromiso a no dejar a nadie atrás, así como el deseo de forjar un mundo más sostenible para 2030, tiene que seguir siendo inquebrantable.
Organización de las Naciones Unidas